# Old Crows/Young Cardinals
Old Crows/Young Cardinals — четвёртый студийный альбом канадской пост-хардкор группы Alexisonfire, вышел 23 июня 2009 года. Альбом дебютировал на 81-й позиции Billboard 200, что является рекордом для коллектива.

## Список композиций
Все тексты написаны Alexisonfire; текст в «The Northern» основан на гимне «Roll Jordan, Roll», вся музыка написана Alexisonfire.
| №                   | Название               | Длительность |
| ------------------- | ---------------------- | ------------ |
| 1.                  | «Old Crows»            | 4:17         |
| 2.                  | «Young Cardinals»      | 3:38         |
| 3.                  | «Sons of Privilege»    | 3:21         |
| 4.                  | «Born and Raised»      | 4:01         |
| 5.                  | «No Rest»              | 3:37         |
| 6.                  | «The Northern»         | 4:28         |
| 7.                  | «Midnight Regulations» | 4:11         |
| 8.                  | «Emerald Street»       | 3:16         |
| 9.                  | «Heading for the Sun»  | 3:45         |
| 10.                 | «Accept Crime»         | 3:14         |
| 11.                 | «Burial»               | 4:18         |
| Общая длительность: | Общая длительность:    | 42:06        |

| №   | Название                                               | Длительность |
| --- | ------------------------------------------------------ | ------------ |
| 12. | «Young Cardinals (Demo)» (Канадский iTunes бонус-трек) | 3:51         |

| №   | Название         | Длительность |
| --- | ---------------- | ------------ |
| 12. | «Two Sisters»    | 1:27         |
| 13. | «Wayfarer Youth» | 3:41         |

| №   | Название                      | Длительность |
| --- | ----------------------------- | ------------ |
| 12. | «Wayfarer Youth» (бонус-трек) | 3:41         |

## Участники записи
- Джордж Петит (англ. George Pettit) — вокал
- Даллас Грин (англ. Dallas Green) — гитара, вокал
- Вэйд МакНейл (англ. Wade MacNeil) — гитара, вокал
- Крис Стил (англ. Chris Steele) — бас
- Джордан Гастингс (англ. Jordan Hastings) — ударные

## Позиции в чартах
| Чарт (2009)                | Наивысшая позиция |
| -------------------------- | ----------------- |
| Канада                     | 2                 |
| Австралия                  | 17                |
| Великобритания             | 70                |
| США Billboard 200          | 81                |
| США Top Independent Albums | 9                 |